# کوخ ان‌ده زان
کوخ ان‌ده زان (به هلندی: Koog aan de Zaan) یک منطقهٔ مسکونی در هلند است که در زانستات واقع شده‌است.